# Dibromstearinsäure
9,10-Dibromstearinsäure ist eine bromierte und gesättigte Fettsäure.

## Vorkommen

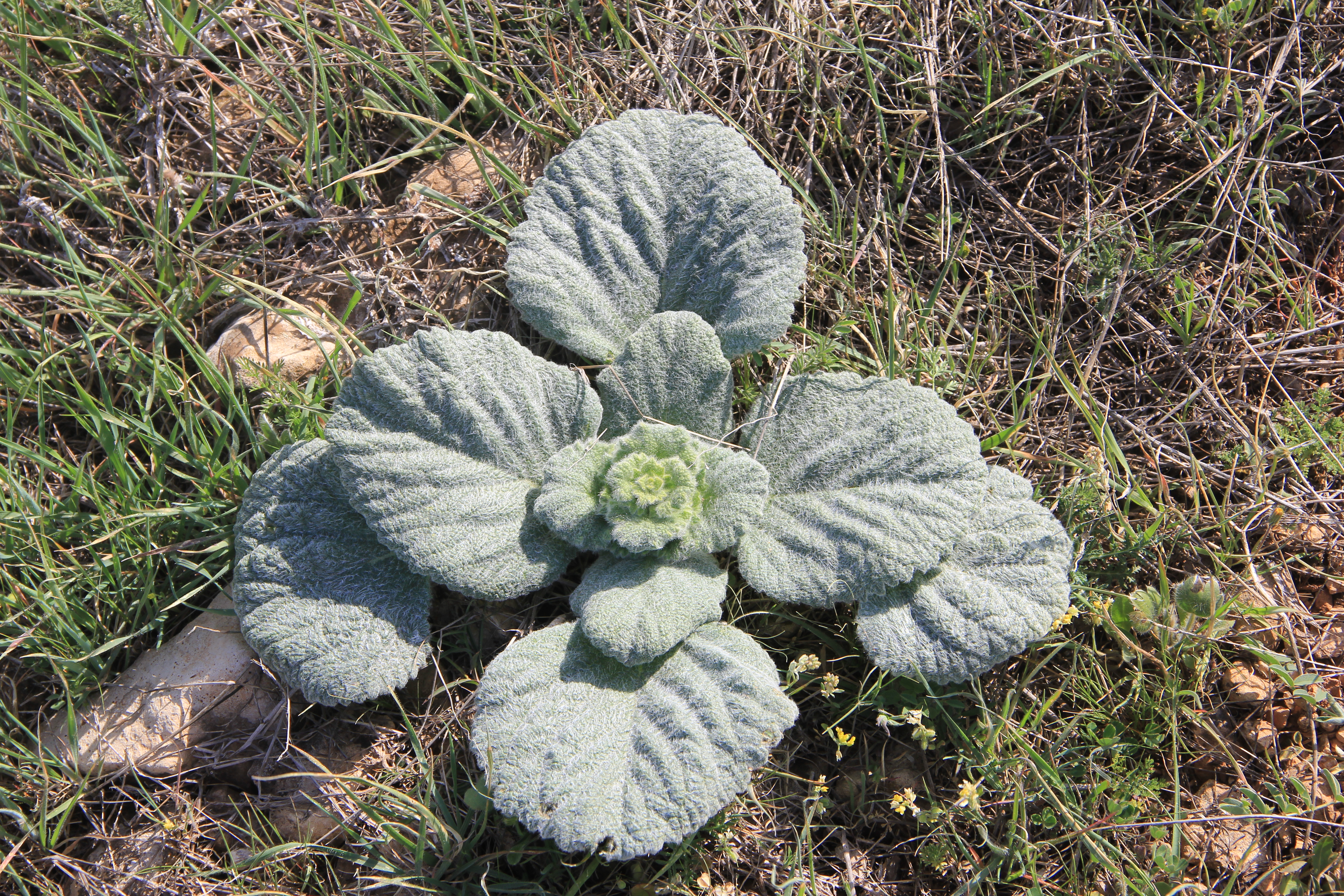
Das Samenöl von Eremostachys moluccelloides enthält Dibromstearinsäure

Das Samenöl von Eremostachys moluccelloides (Familie Lippenblütler) enthält Dibromstearinsäure.

## Synthese
Dibromstearinsäure kann durch Bromierung von Ölsäure oder Elaidinsäure hergestellt werden.

## Metabolismus und Toxikologie
Der Metabolismus von Lipiden, die Dibromstearinsäure enthalten, wurde an Ratten untersucht. Dabei werden insbesondere Dibrompalmitinsäure und Dibrommyristinsäure gebildet und diese ins Körperfett sowie Fette von Herz und Leber eingebaut. Der Verzehr dieser Fette führte zu Veränderungen am Herzen, inklusive einer gelben Verfärbung sowie zu Ödemen. In einer anderen Studie an Ratten wurden Dibromstearinsäure und die kürzerkettigen Abbauprodukte über Milch an Säuglinge weitergegeben.

## Verwendung
Dibromstearinsäure ist ein Bestandteil bromierter Pflanzenöle. Diese werden zum Teil als Zusatzstoff in Softdrinks eingesetzt, unter anderem als Lösungsvermittler für andere hydrophobe Zutaten und zur Erzeugung einer Trübung („clouding agent“).
Dibromstearinsäure kann durch zweifache Dehydrobromierung zu Stearolsäure umgesetzt werden.
Dibromstearinsäure eignet sich für die Synthese von Monomeren, aus denen möglicherweise hochwertige Polymere mit Flammschutzeigenschaften herstellen lassen. Sie wurde auch zur Funktionalisierung von Silber-Nanopartikeln verwendet, die photokatalytische und antibakterielle Eigenschaften aufweisen.